# Paul Hosch
Paul Hosch (* 10. Juli 1886 in Basel; † 21. September 1975 ebenda) war ein Schweizer Architekt, Grafiker und Kunstgewerbler. Sein Werk umfasst Inneneinrichtungen, Plakate, Batik, Glas- und Porzellanmalerei sowie Gobelins.

## Leben und Werk

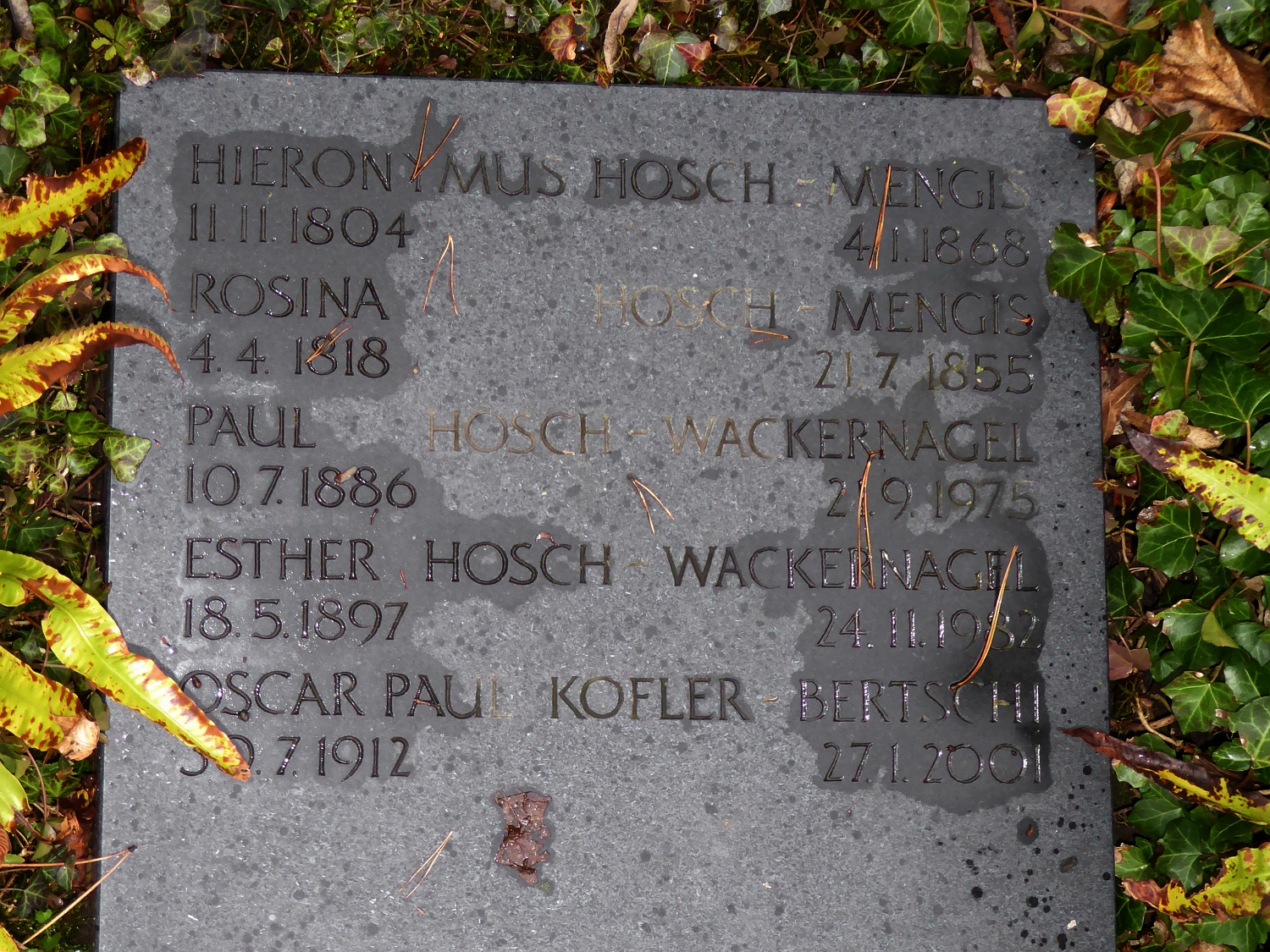
Grab auf dem Wolfgottesacker in Basel

Paul Hosch war ein Sohn des Kaufmanns Alfred Hosch (1841–1908) und der Bertha, geborene Simonius (1852–1947). Seine Schwester Margrit (1892–1944) gründete und führte ab 1930 die Handweberei in Basel, heute das Heimatwerk Basel. Ihr Onkel war der Architekt sowie Kunst- und Glasmaler Eduard Hosch (1843–1908).
Hosch hielt sich ab 1907 in der Darmstädter Künstlerkolonie Mathildenhöhe auf. Anschliessend beschäftigte er sich in Berlin mit der Herstellung von Goebelins und Batik. Nach seinem Architekturstudium reiste er 1912 nach Amerika, 1913 nach Japan und 1914 nach China. Weitere Reisen führten Hosch nach Indien und Ägypten.
Wieder in Basel gründete er mit seinem Schüler Hans Melching die "Schweizer Werkstätten". Diese waren vom Wiener Jugendstil und von der Wiener Werkstätte beeinflusst. 1918 entwarf Hosch für die schweizerische Werkbundausstellung in Zürich die Inneneinrichtung zweier Räume. Zudem gestaltete er 1920 Räume für die schweizerische Kunstausstellung in Amerika. In Basel baute Hosch u. a. im Auftrag des von Wilhelm Emil Baumgartner und Hans Hindermann geleiteten Architekturbüros «Baumgartner & Hindermann». 
Paul Hosch heiratete 1924 Esther, geborene Wackernagel (1897–1982). Seine letzte Ruhestätte fand er auf dem Wolfgottesacker in Basel.